# الحبوس (الدار البيضاء)
حَيُّ  الحُبُوسُ أو الأَحْبَاسِ من أحياء مدينة الدار البيضاء المغربية التقليدية. يقع في جنوب وسط مدينة، قرب القصر الملكي. يعود تاريخه إلى 1916 مـ في أولى مراحل فترة الاستعمار الفرنسي. يعد حي الحبوس قطبا دينيا وثقافيا على مستوى الدار البيضاء والمغرب، وذلك بفضل وجود وزارة الأوقاف والشؤون الإسلامية ومكتبات تابعة لكبرى دور النشر المغربية والعربية. ويعد الحبوس من أجمل الأحياء في المغرب كذلك ذات شهرة كبيرة عند المغاربة و السياح.  يجسد هذا الحي التراث الثقافي المغربي، وهو الحي التقليدي الثاني للمدينة، بعد المدينة القديمة البيضاوية.

## تسمية
منح رجل يهودي مغربي يدعي حييم بن دحان رقعة أرض تبلغ مساحتها 4 هكتارات للمؤسسة الدينية، التي هي وزارة الأوقاف والشؤون الإسلامية الآن. وبني الحي على هذه الأراضي «المحبسة».

## التاريخ
يعود تاريخ الحبوس إلى سنة 1916، حين قرر المستعمرون الفرنسيون إنشائه ولكن لم تتحقق التصاميم إلا بعد مرور عقد.  بعد أربع سنوات من الإعلان الرسمي عن قيام الحماية الفرنسية، قرّر المهندس المعماري هنري بروست، الذي اختاره الجنرال ليوطي شخصيًا، إلى جانب فريقه، إنشاء "مدينة تقليدية جديدة" في شرق  المركز الجديد للدار البيضاء، وتكون مخصّصة للمسلمين، وتضمّ قصرًا للسلطان. جاء القرار بقصد فصل المغاربة عن الأوروبيين في الدار البيضاء وأسكن الحي الكثير من أهل فاس من الطبقة المتوسطة العليا أولا، ثم تدنى تدريجيا مستوى الحالة الاجتماعية الاقتصادية حتى استقر فيه البسطاء وعامة الناس فأضحى الحبوس حيا شعبياً.

## خصائص ثقافية
يُعدّ حي الحبوس من الأحياء التاريخية في المدينة، يضم أشهر متاجر الصناعات التقليدية، إلى جانب مكتبات ودور النشرالتي تستقطب المثقفين والباحثين، وبين الجانب العمراني الذي يعكس أصالة العمارة المغربية المتجذرة في التاريخ.

## المعالم
- مسجد السلطان يوسف، صُمِّم على يد أوغست كاديه وإدمون بريون،
- مسجد السلطان محمد بن يوسف،  صمّمه المهندس كاديه وتم بناؤه بين عامي 1934 و1936 واشرف على بناؤه محمد بنعمر.[8]
- محكمة الباشا (محكمة الباشا)  وتعد من أبرز المباني في حي الأحباس، وقد شُيّدت بين عامي 1941 و1942.

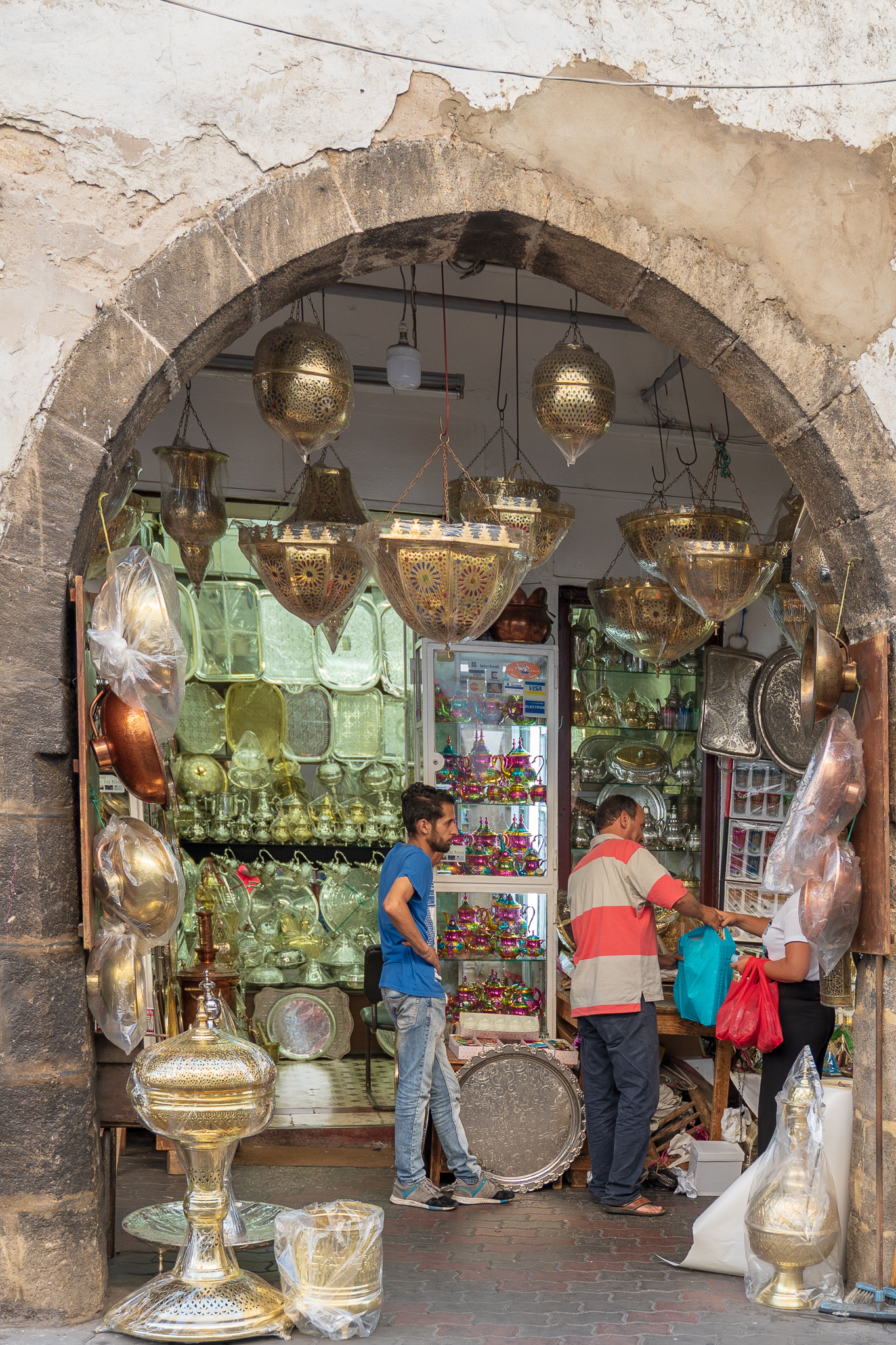
دكان في سوق المنتوجات التقليدية بحي الحبوس بالدار البيضاء، المغرب

- دكان في سوق المنتوجات التقليدية بحي الحبوس بالدار البيضاء، المغربالسوق، ويخص الحرف والصناعة التقليدية والمنتجات الفضية واللباس التقليدي المغربي،كما توجد به قاعة خاصة بأنوع الزيتون والخليع وهناك أيضا سوق الكتب

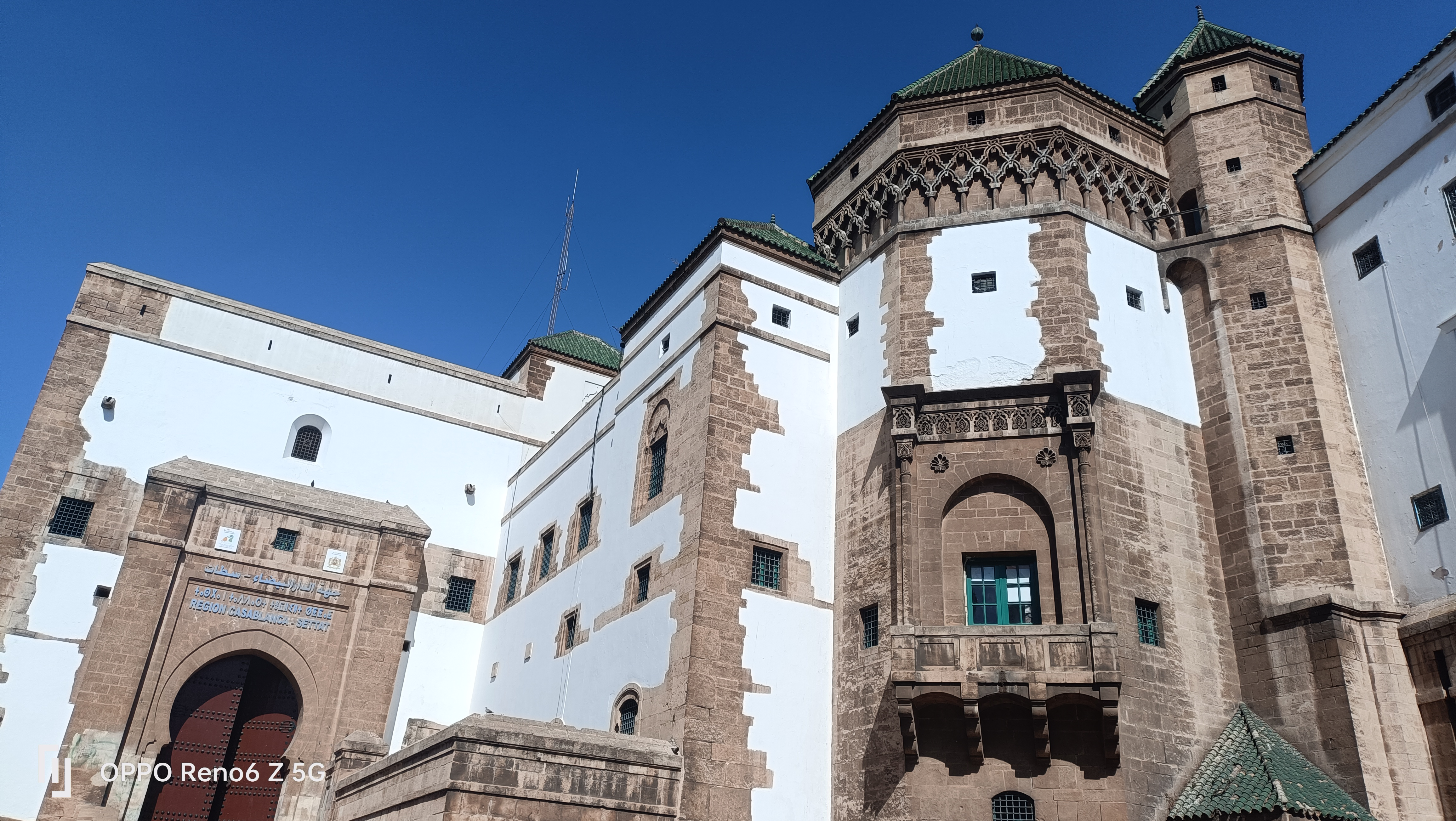
محكمة الباشا بحي الحبوس

## معرض الصور

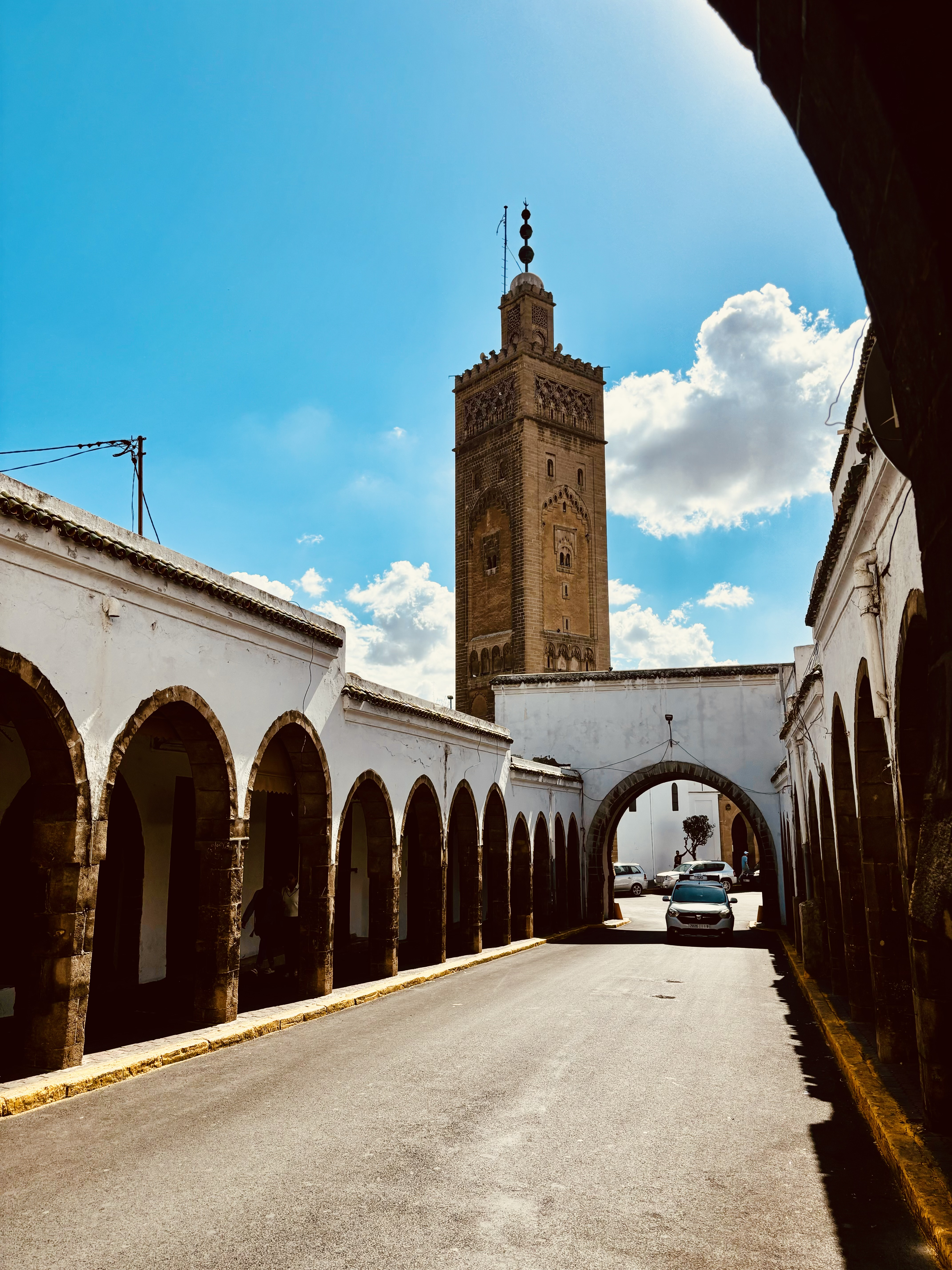
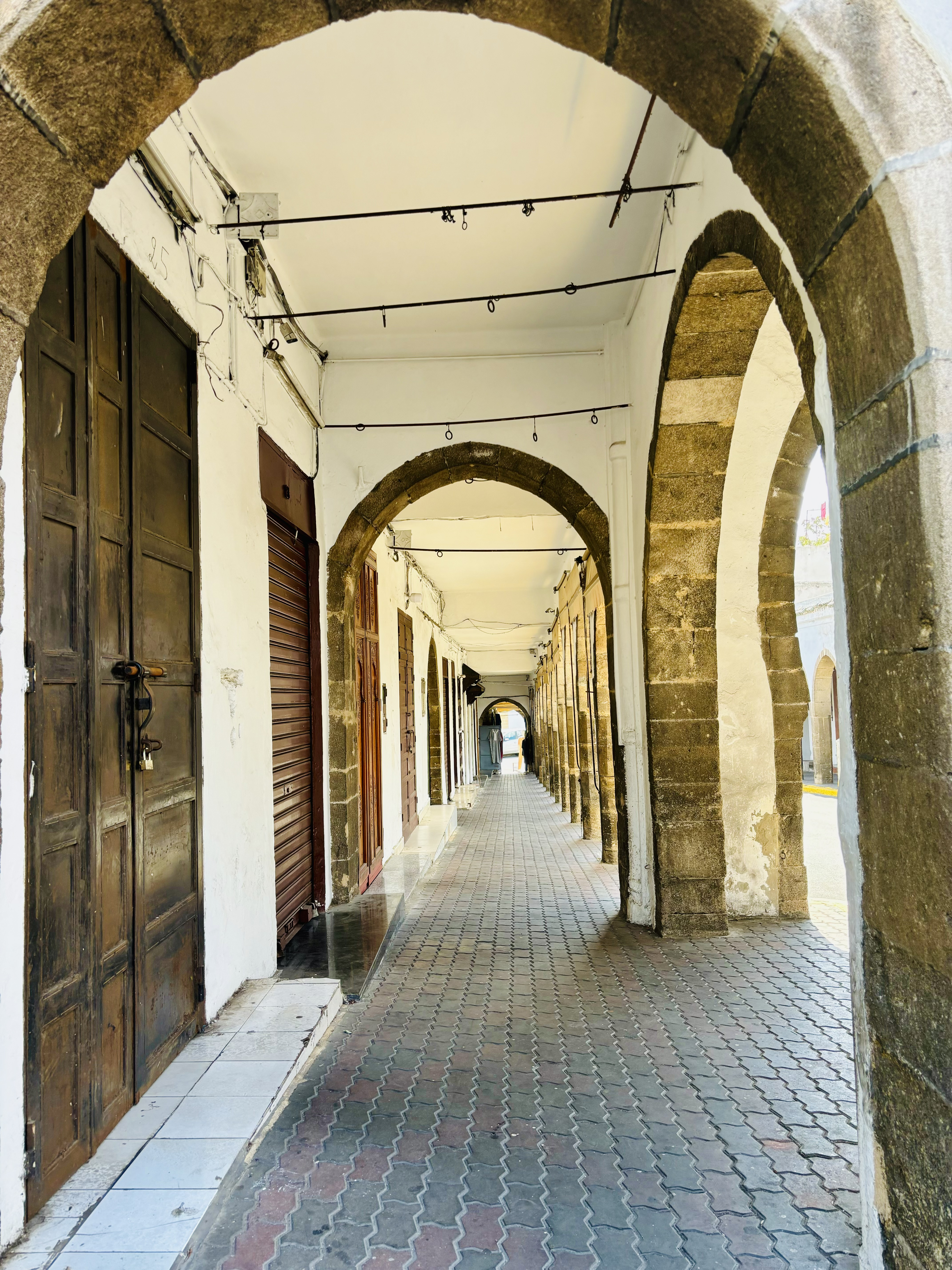
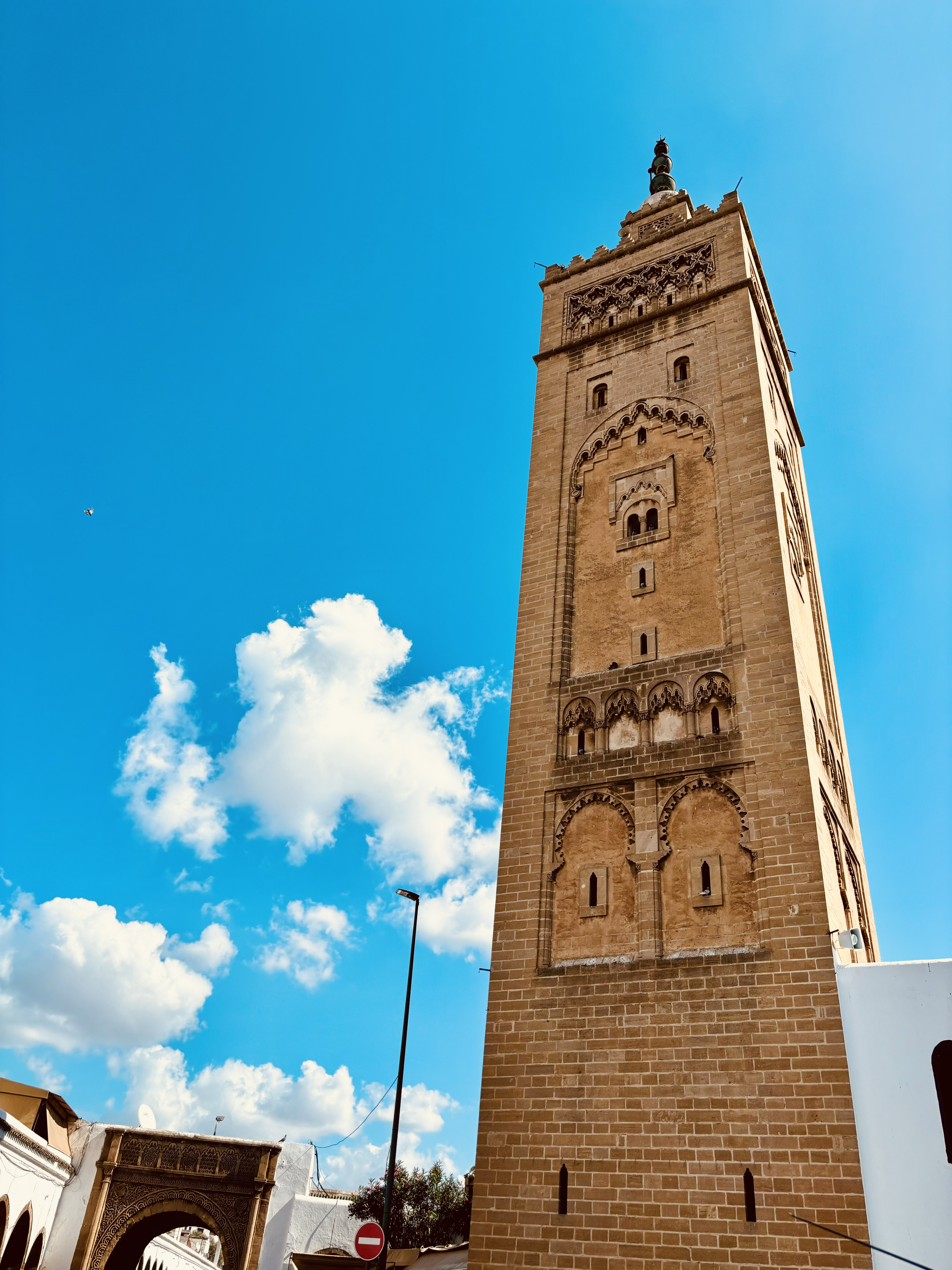
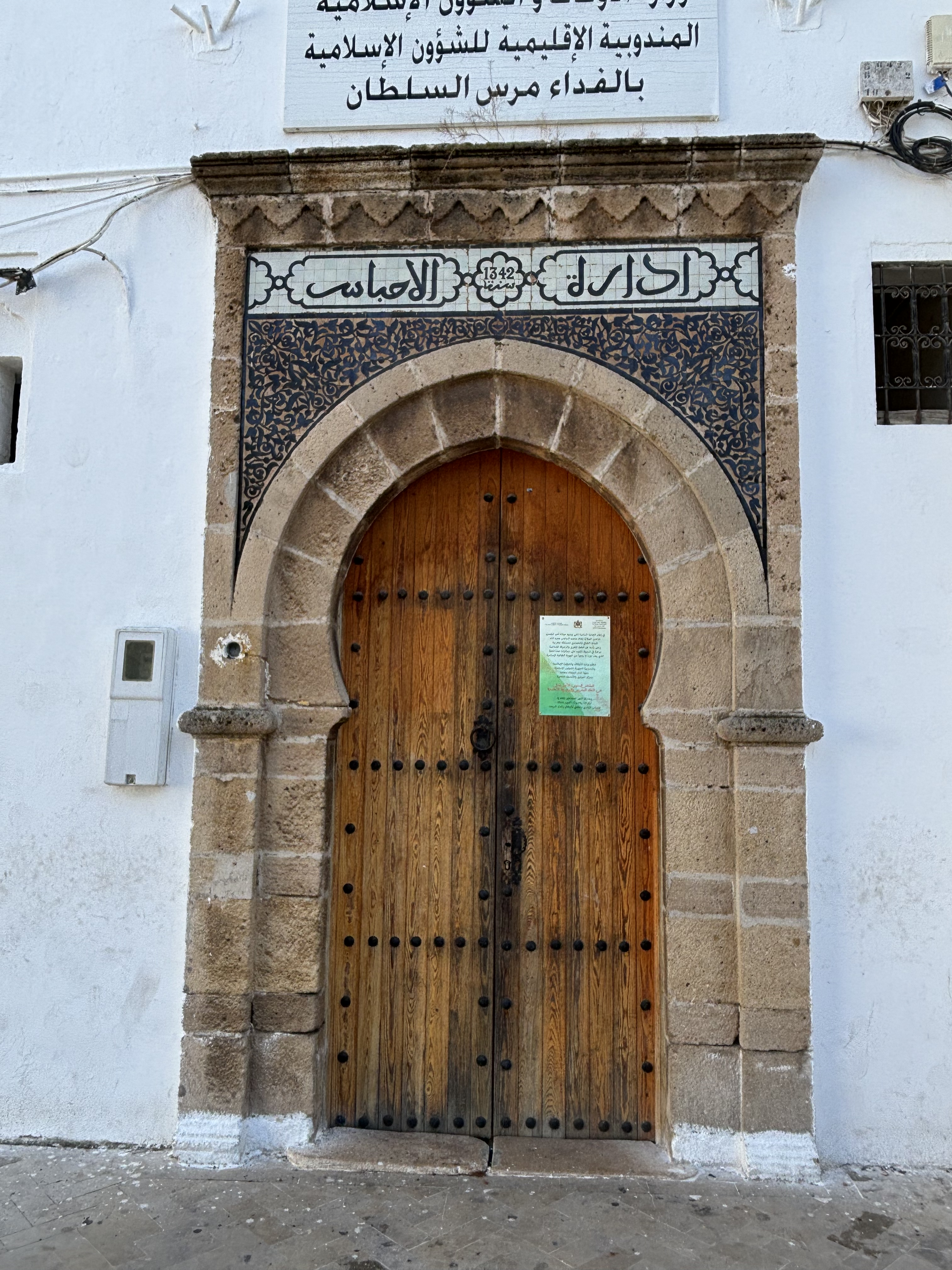
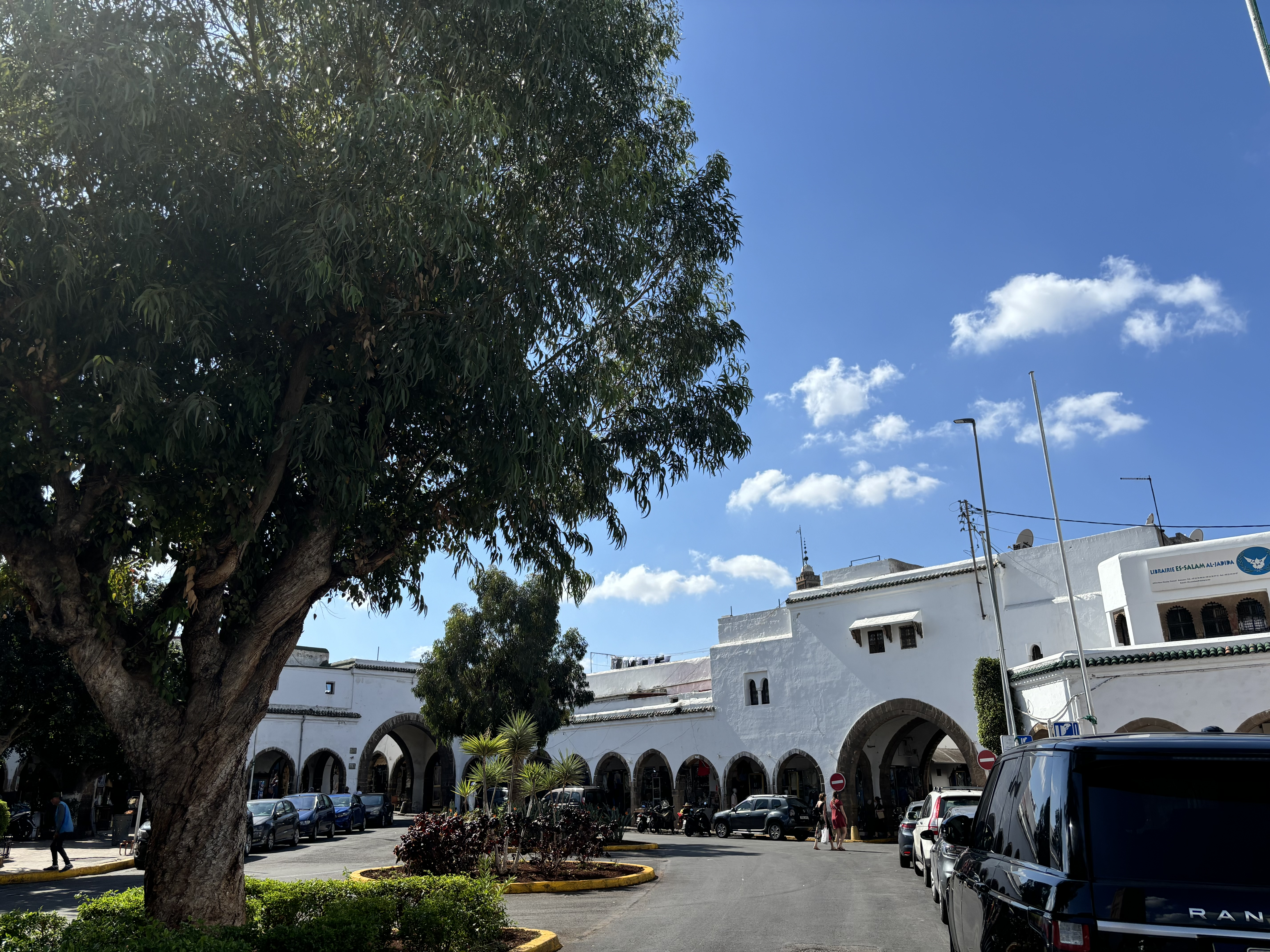
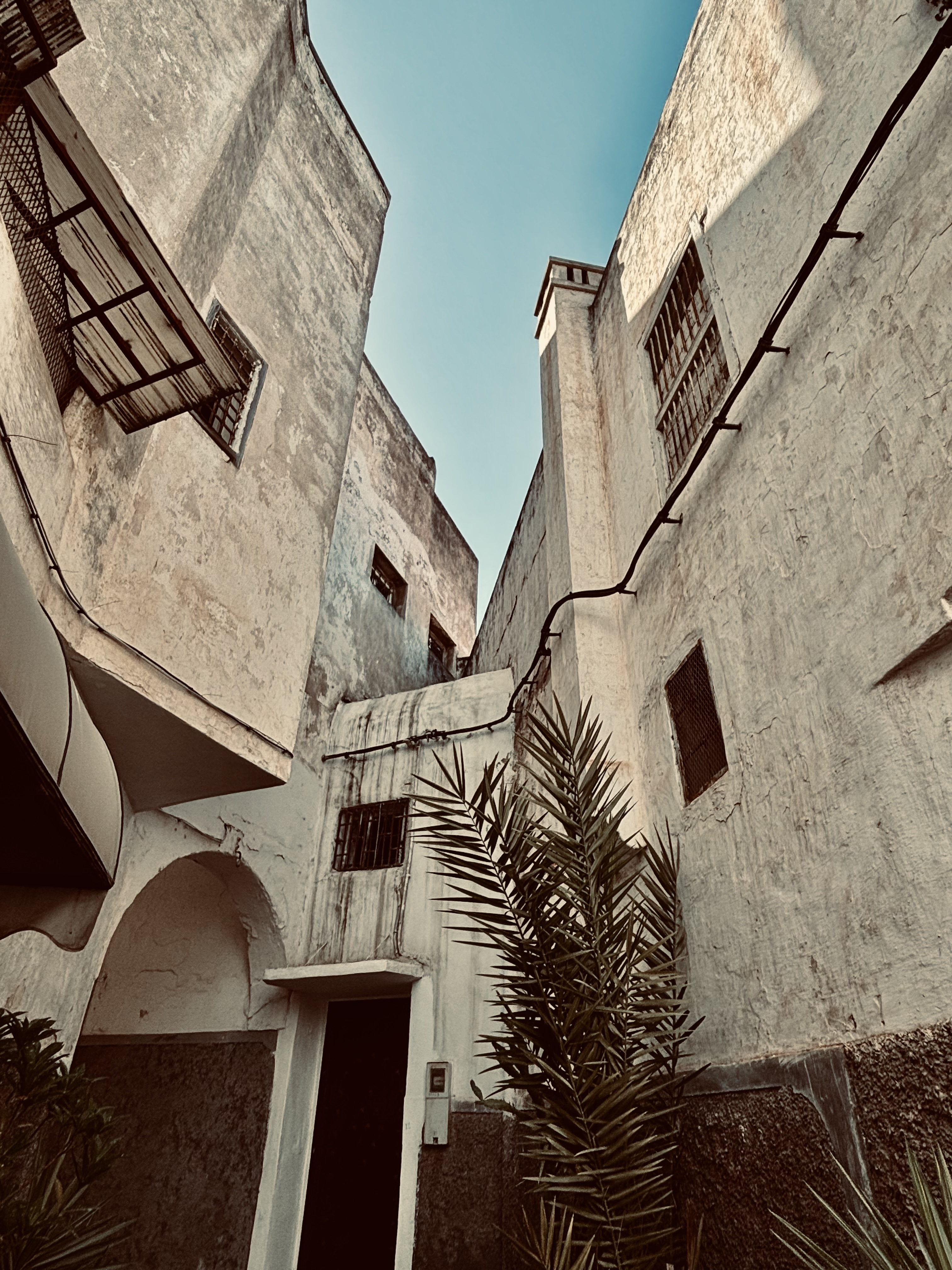
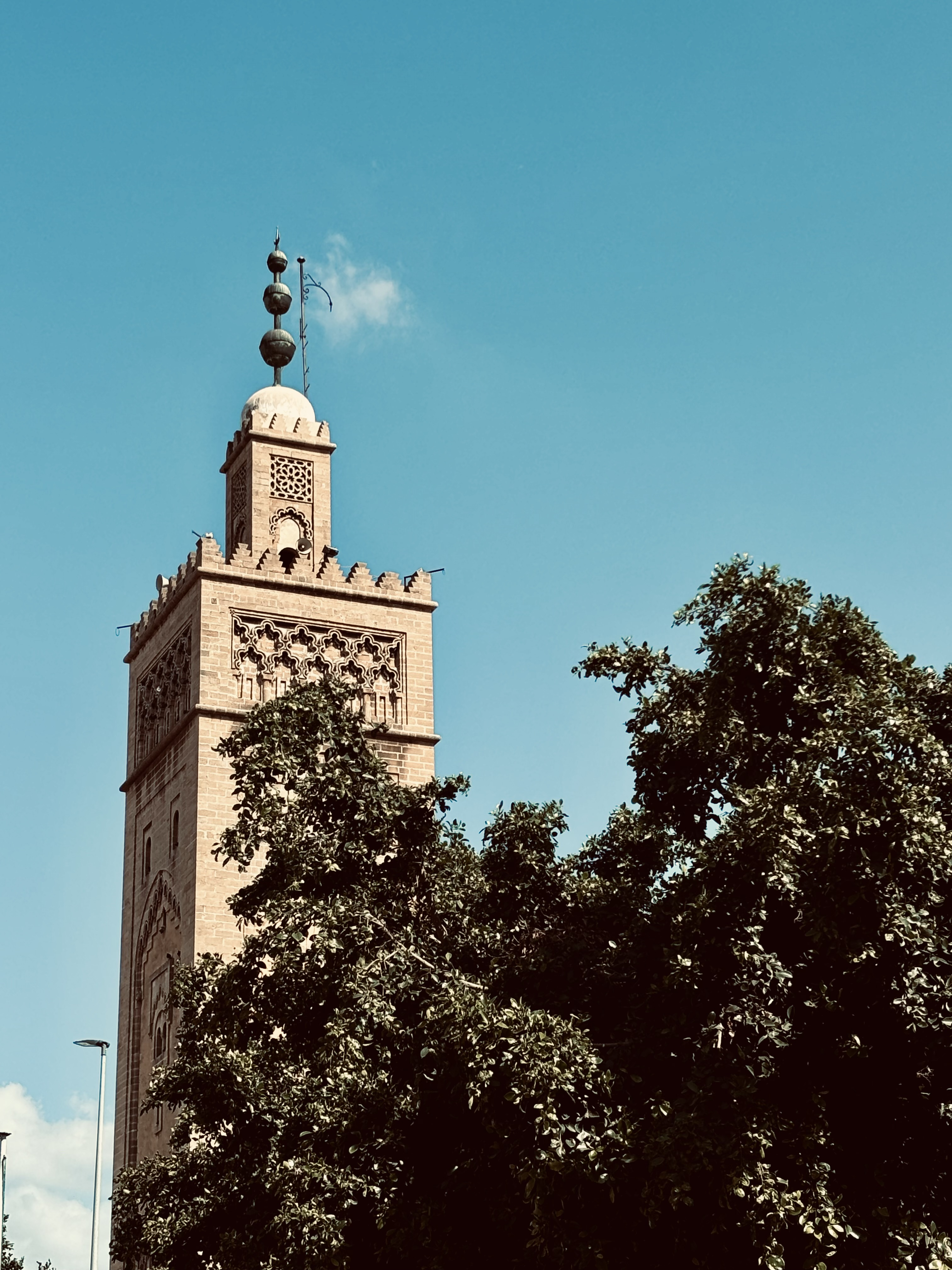
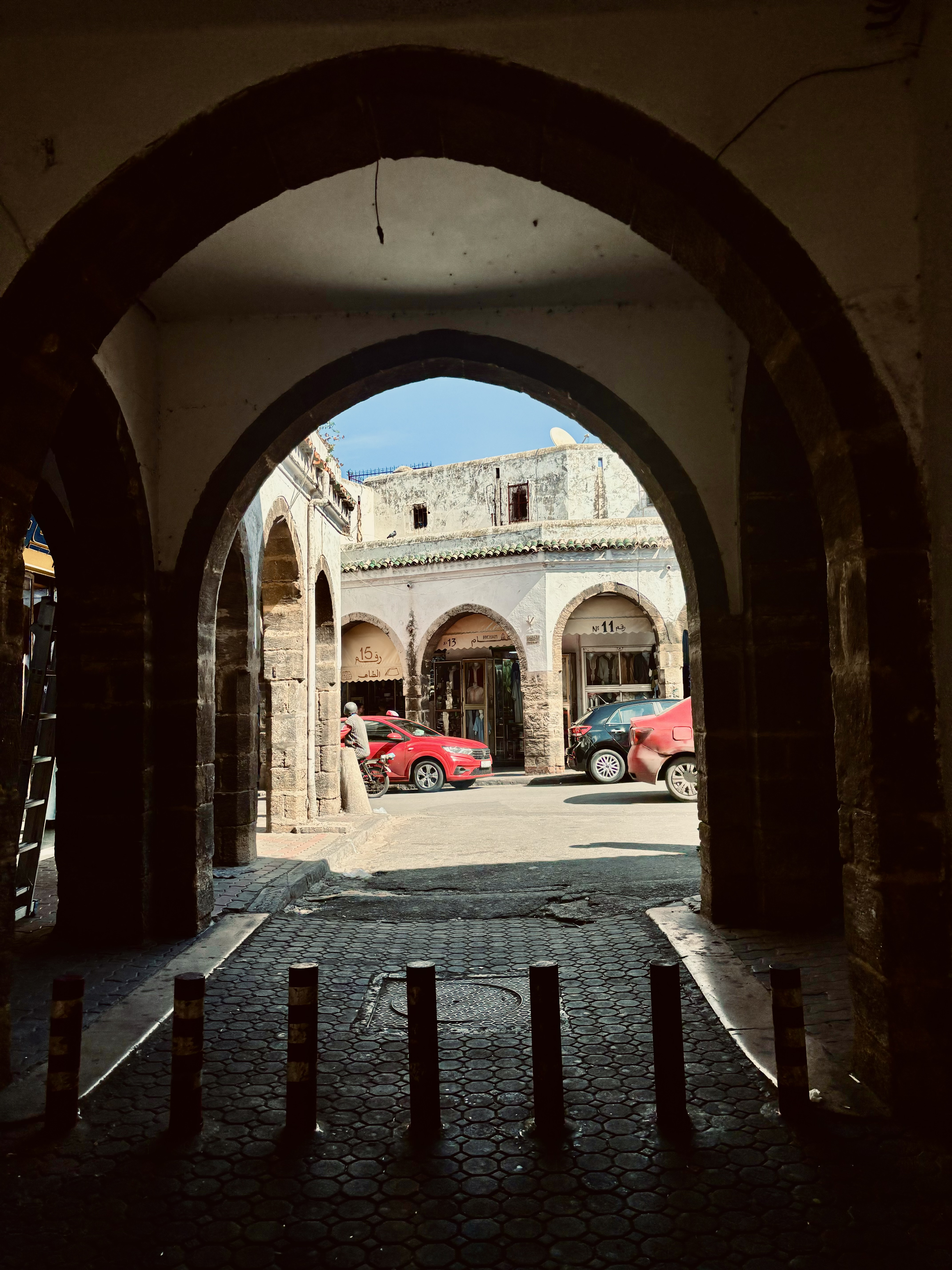
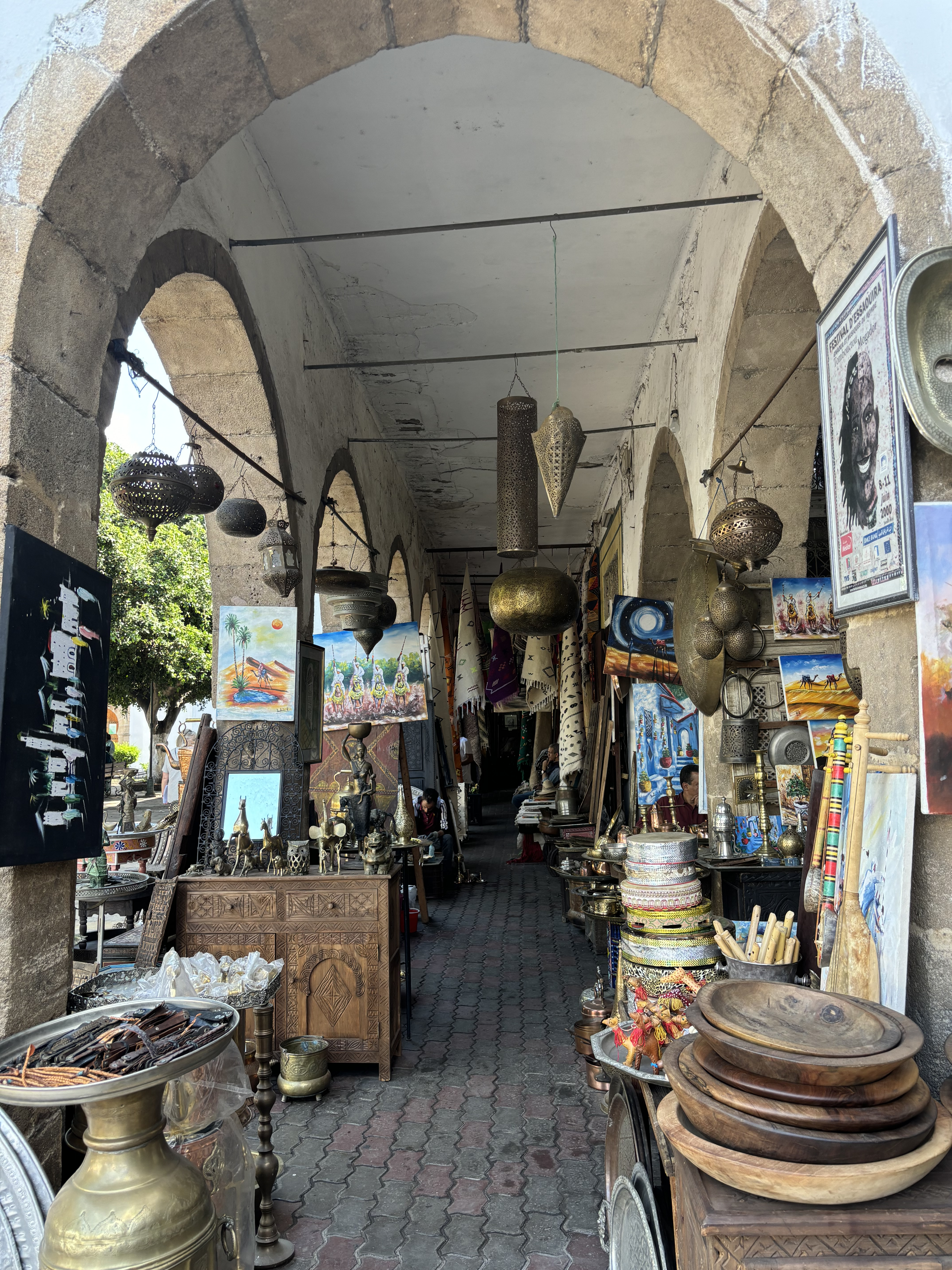
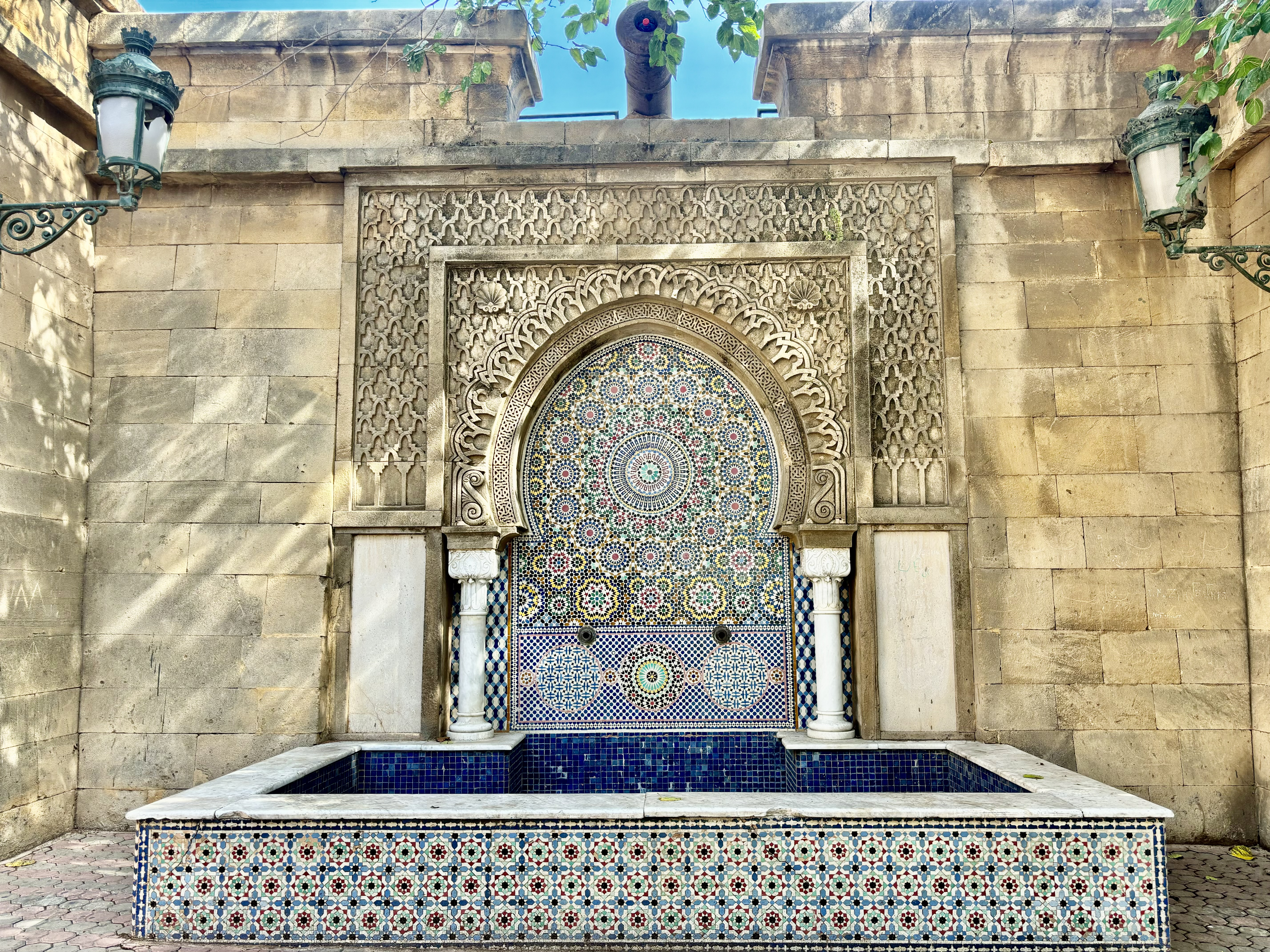